# Senioratsprinzip
Senioratsprinzip bezeichnet die mittelalterliche Erbregelung zahlreicher osteuropäischer Fürsten- und Königshäuser. Anders als in Westeuropa wurde weder ein Alleinerbe eingesetzt noch das Land unter allen Erben in unabhängige Herrschaftsgebiete geteilt.

## Beschreibung
Zwar fand ebenfalls eine grundsätzliche Aufteilung statt, die neuen Fürstentümer wurden den Söhnen des verstorbenen Herrschers jedoch nicht fest zugesprochen, sondern lediglich auf Zeit. Starb ein Inhaber eines Fürstentitels, rückten die übrigen Erbberechtigten auf. Im Regelfall existierte ein besonders hervorgehobenes und mächtiges Fürstentum, das meist an den ältesten Sohn fiel. Dieser hatte dann zumindest pro forma auch die Oberherrschaft über die Gebiete seiner Brüder inne, so dass der Reichsverband erhalten bleiben sollte. Im mittelalterlichen Polen, Ungarn und Böhmen wurden diese höchstrangigen, hervorgehobenen Haupterben lateinisch als Senior oder Princeps bezeichnet, in der Kiewer Rus vor dem Einfall der Mongolen trugen sie den Titel Großfürst und residierten in Kiew.
Das Senioratsprinzip weist zwei große Mängel auf: Erstens starben die älteren Erbberechtigten meist zuerst, was ein Aufrücken aller übrigen auf den „nächsthöheren“ Fürstentitel bedeutete. Das hatte zur Folge, dass kaum einer der Beteiligten seine Herrschaft in einem Gebiet stabilisieren konnte oder wollte, weil ja jederzeit das Aufrücken in eine bessere Position zu erwarten war. Zweitens stieg die Anzahl der Teilnehmer an diesem „Erb-Karussell“ rapide an, da nicht nur die Brüder der ersten Erbengeneration, sondern bald auch ihre Söhne in das Senioratsprinzip einbezogen waren. Dies hatte eine weitere Aufsplitterung der Territorien und verschärfte Konflikte zwischen Brüdern, Onkeln und Neffen zur Folge.
In der Spätantike hatte bereits Geiserich eine entsprechende Nachfolgeordnung bei den Vandalen verfügt.
Besonders ausgeprägt wurde das Senioratsprinzip aber in der Kiewer Rus angewendet. Obwohl es ähnliche Ansätze wohl schon zuvor gegeben hatte, wurde die Erbregelung nach dem Seniorat erstmals unter Jaroslaw dem Weisen in der Mitte des 11. Jahrhunderts detailliert festgelegt. Jaroslaw wollte damit Thronwirren, wie sie seine Thronbesteigung begleitet hatten, für die Zukunft ausschließen. Dies gelang jedoch nicht. Vielmehr war das  Senioratsprinzip der wichtigste Grund für die Aufsplitterung der Rus im Mittelalter, die erst durch den im  14. Jahrhundert beginnenden Aufstieg Moskaus weitgehend beendet wurde. Auch in Polen, Böhmen und Ungarn wurde das Senioratsprinzip übernommen, allerdings in abgewandelten Formen, die dazu dienen sollten, die Anzahl der Teilnehmer zu begrenzen. In Polen gab es einen Seniorherzog. Auch in Russland wurden später Anstrengungen unternommen, die Söhne jüngerer erbberechtigter Brüder auszuschließen. Insgesamt kam das Senioratsprinzip nur selten in seiner Reinform zur Anwendung, da sich einzelne Fürsten mit militärischer Macht und Unterstützung benachbarter Reiche immer wieder eine bessere Position in der Erbfolge erkämpfen konnten.
Im Heiligen Römischen Reich war eine ähnliche Regelung bei Senioratslehen bekannt. Dabei handelte es sich um die Vergabe einiger reichsfreier Besitzungen, bei denen Reichsritter über Jahrhunderte hinweg lediglich dem unmittelbaren Herrscher (König oder Kaiser) unterstellt waren. Auch in mehreren deutschen Fürstenhäusern kam das Senioratsprinzip zur Anwendung. So übten die ernestinischen Senioren als Hausälteste die Herrschaft über das Senioratsamt Oldisleben aus.

## Heute
Die Thronfolge in Saudi-Arabien folgt bis heute dem Senioratsprinzip, geregelt durch die seit 1932 herrschende Dynastie der Saud.